# Пребуа
Пребуа (фр. Prébois) — коммуна во Франции, находится в регионе Рона — Альпы. Департамент коммуны — Изер. Входит в состав кантона Матезин-Триев. Округ коммуны — Гренобль.
Код INSEE коммуны — 38321. Население коммуны на 1999 год составляло 139 человек. Населённый пункт находится на высоте от 596 до 1720 метров над уровнем моря. Муниципалитет расположен на расстоянии около 520 км юго-восточнее Парижа, 130 км юго-восточнее Лиона, 45 км южнее Гренобля. Мэр коммуны — Gilbert Claret, мандат действует на протяжении 2001—2008 гг.
Динамика населения (INSEE):